# 대한수영연맹
대한수영연맹(大韓水泳聯盟, Korea Aquatics, KAQ)은 대한민국의 수영, 수구, 다이빙, 아티스틱스위밍, 오픈워터스위밍, 하이다이빙 종목 행정을 총괄하는 스포츠 행정 기구이다. 대한민국 수영의 생활화를 통해 국민체력을 향상시키고 명랑한 사회기풍을 진작시키며 수영경기 보급육성, 우수 경기인을 양성함으로써 체육문화 발전에 기여할 목적으로 설립된 사단법인이다. 1929년 8월에 '조선수영구락부'로 발족했고, 1930년 6월에 '조성수상경기협회'로 명칭을 변경했다. 1946년 3월에 '조선수상경기연맹'으로 명칭을 변경하고, 1948년에 '대한수상경기연맹'으로 명칭을 변경했다. 1966년에 '대한수영연맹'으로 명칭을 변경했다. 2016년 5월 18일에 전국수영연합회와 통합했다. 2024년 2월 23일에 정관 개정을 통해 'Korea Swimming Federation'이었던 영문 명칭을 'Korea Aquatics'로 변경하고, 영문 약자를 'KSF'에서 'KAQ'로 변경했다.

## 주요 사업
- 수영 및 수영경기의 보급, 발전을 위한 사업
- 국제수영연맹 및 각국연맹과의 국제교류
- 전국수영대회 개최, 주관, 공인
- 수영 및 수영경기에 관한 세미나 개최

## 산하 단체
- 한국대학수영연맹

## 참고 문헌
- 〈대한수영연맹〉. 《두피디아》. 두산.
- 〈대한수영연맹〉. 《한국민족문화대백과사전》. 한국학중앙연구원.
- 〈대한수영연맹〉. 《네이버 기관단체사전》. 굿모닝미디어.
- 이태신 (2000). 〈대한수영연맹〉. 《체육학대사전》. 민중서관.
- “대한체육회 회원종목단체 경영공시”. 대한체육회.

## 같이 보기
- 대한민국의 수영
- 대한민국의 수구
- 대한민국의 다이빙
- 대한민국의 아티스틱스위밍
- 대한민국의 오픈워터스위밍
- 대한민국의 하이다이빙
- 전국수영연합회
- 대한장애인수영연맹